# Ernő Goldfinger
Ernő Goldfinger (11 de septiembre de 1902 – 15 de noviembre de 1987) fue un arquitecto y diseñador de muebles de origen húngaro. Se trasladó al Reino Unido en los años treinta, y allí se convirtió en uno de los miembros más destacados del movimiento moderno. Es recordado principalmente por diseñar bloques de apartamentos, algunos de los cuales son ahora monumentos clasificados.

## Biografía
Goldfinger nació en Budapest en el seno de una familia judía. Su familia se dedicaba a la silvicultura y a los aserraderos, lo que hizo que Goldfinger considerara realizar una carrera en ingeniería hasta que se interesó en arquitectura tras leer Das englische Haus de Hermann Muthesius, una descripción de la arquitectura doméstica inglesa a principios del siglo xx, cuya lectura continuó recomendando durante toda su vida.
Goldfinger se trasladó a París en 1921, tras la derrota y el hundimiento del Imperio austrohúngaro. En 1923 fue a estudiar a la Escuela de Bellas Artes, en el taller de Léon Jaussely, y en los siguientes años conoció a muchos otros arquitectos radicados en París, incluidos Auguste Perret, Mies van der Rohe y Le Corbusier. En 1929, antes de terminar sus estudios, Goldfinger fundó un estudio y trabajó en varios diseños de interiores y en la ampliación de una casa de vacaciones en Le Touquet.
Le influyó profundamente la publicación de Hacia una arquitectura de Le Corbusier, y se convirtió en un ferviente admirador del antiguo mentor de Le Corbusier, Auguste Perret, un experto en el diseño de estructuras de hormigón armado y una inspiración para Goldfinger cuando diseñó su casa particular. A principios de los años treinta, Goldfinger conoció y se casó con Ursula Blackwell, heredera de la fortuna de Crosse & Blackwell. El resto de su carrera se desarrollaría en el Reino Unido.

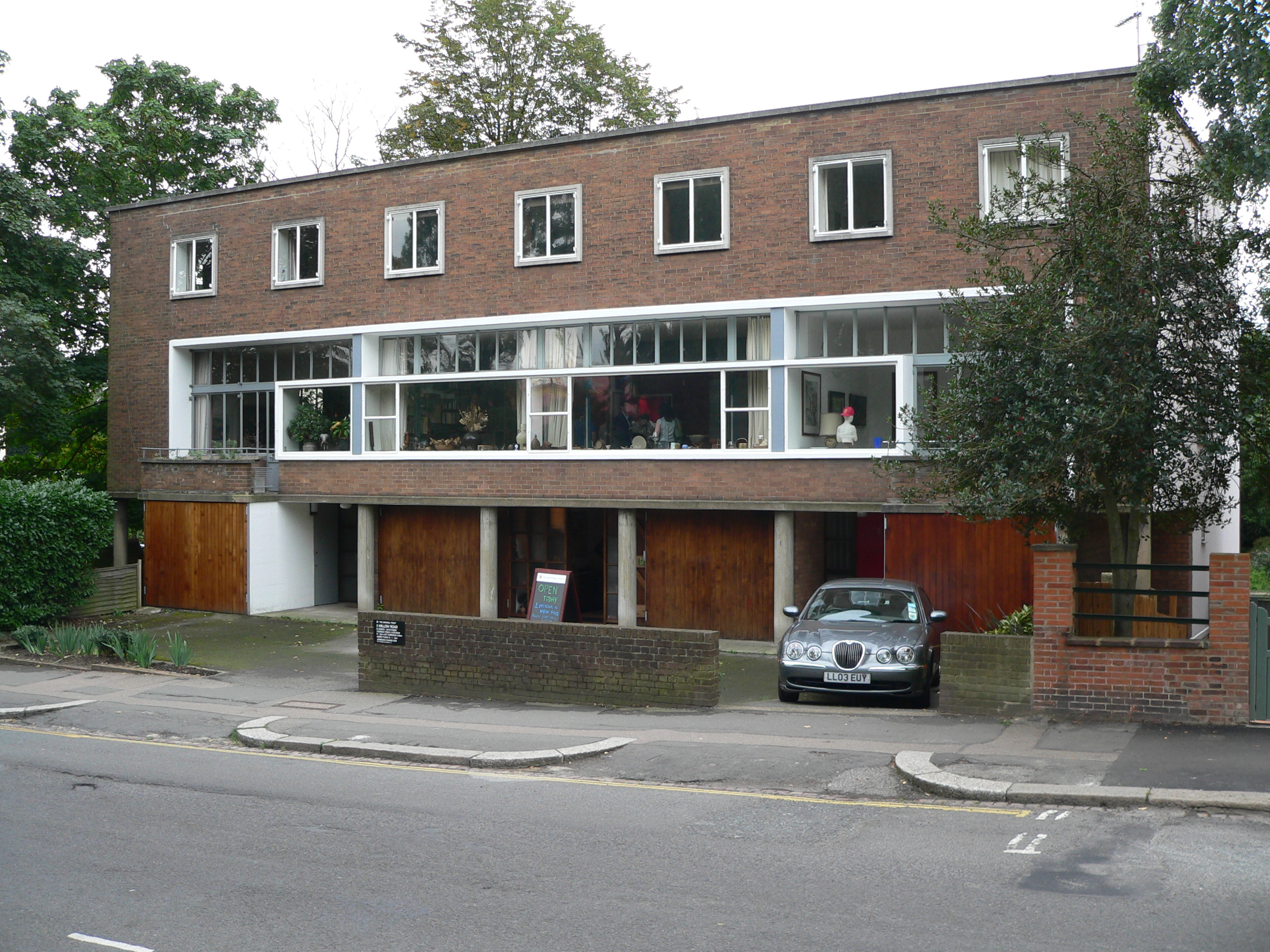
1–3 Willow Road.

En 1934, Ernő y Ursula Goldfinger se trasladaron a un piso en Highpoint I, Londres. Antes de la Segunda Guerra Mundial, Goldfinger construyó tres casas, incluida la suya propia, en el 1–3 de Willow Road en Hampstead, en el norte de Londres, y otra en Broxted, Essex. Su casa, 2 Willow Road, está actualmente al cuidado de la Fundación Nacional para Lugares de Interés Histórico o Belleza Natural.

### Posguerra
Tras la guerra, le encargaron a Goldfinger que construyera nuevas oficinas para el periódico Daily Worker y la sede del Partido Comunista de Gran Bretaña. En los años cincuenta, diseñó dos escuelas primarias construidas con hormigón prefabricado y ladrillos en Putney, Londres. Uno de estos edificios, Brandlehow School, fue dañado y posteriormente demolido por un promotor que fue procesado en 2008.

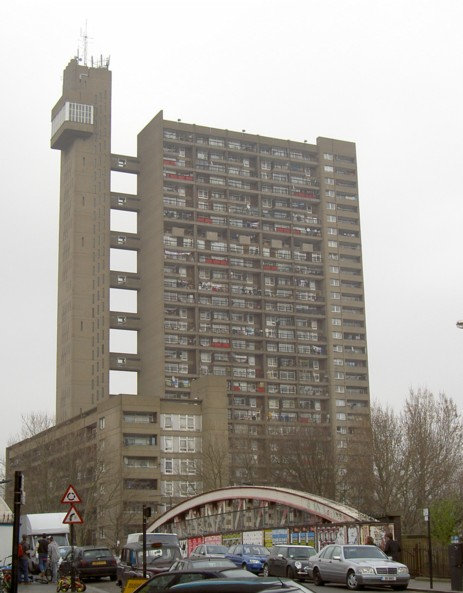
Trellick Tower, Kensal Town.

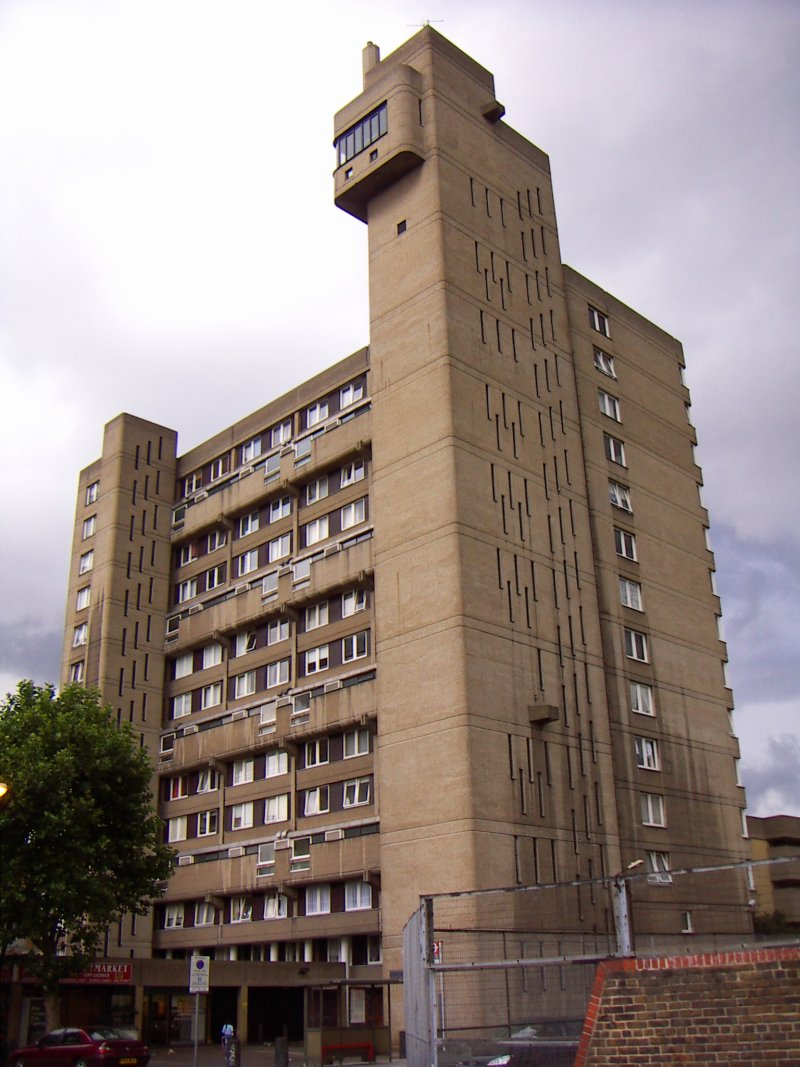
Glenkerry House.

En la parcela del cine Trocadero de George Coles, en el sureste de Londres, Goldfinger construyó la Alexander Fleming House para el Ministerio de Sanidad, así como el ahora demolido Odeon Elephant and Castle, que fue inaugurado en 1966.
En un intento de solucionar la enorme escasez de viviendas del país tras la Segunda Guerra Mundial, en la que casi cuatro millones de casas habían sido dañadas o destruidas, el Gobierno del Reino Unido empezó a considerar como solución los edificios altos, y Goldfinger saltó a la fama en Inglaterra como diseñador de bloques de apartamentos.
Entre sus edificios más destacables de esta época estaban la Balfron Tower, de veintisiete plantas, y la adyacente Carradale House, de once plantas, en Poplar, que sirvieron como modelos para la similar Trellick Tower, de treinta y una plantas, en Kensal Town, construida entre 1968 y 1972. Estos tres edificios son ejemplos destacables de la arquitectura brutalista.

### Vida personal
Goldfinger era conocido por ser un hombre sin sentido del humor y con carácter agrio. A veces despedía a sus asistentes si eran demasiado jocosos, y una vez expulsó a la fuerza a dos potenciales clientes por imponer restricciones en su diseño.
Una discusión en un campo de golf sobre Ernő con el primo de Goldfinger hizo que Ian Fleming llamara al villano y adversario de James Bond Auric Goldfinger. Además, Fleming había sido uno de los objetores a la destrucción de las terrazas victorianas que fueron demolidas para permitir la construcción de la casa de Goldfinger en el 2 Willow Road. Goldfinger consultó a sus abogados cuando se publicó Goldfinger en 1959, lo que hizo que Fleming amenazara con renombrar al personaje Goldprick, pero eventualmente decidió no demandar; la editorial de Fleming aceptó pagar sus costas y darle seis copias gratuitas del libro.
Goldfinger falleció el 15 de noviembre de 1987, a una edad de 85 años, y fue incinerado en el Crematorio de Golders Green, donde se conservan sus cenizas.

## Legado
Aunque a Goldfinger le gustaba vivir en sus edificios, eran impopulares entre el público general y muchos arquitectos posmodernos. Sin embargo, hacia finales del siglo xx la obra de Goldfinger pasó a ser más apreciada. La Trellick Tower es actualmente un monumento clasificado de Grado II* y se ha convertido en una especie de icono de diseño, apareciendo en camisetas, cuadros y en la letra de la canción Best Days de Blur. Los pocos pisos de propiedad privada de la torre alcanzan altos precios de venta. La Balfron Tower y Carradale House también son monumentos clasificados de Grado II, mientras que un edificio adyacente del estudio de Goldfinger, la Glenkerry House, de catorce plantas, funciona como una cooperativa de vivienda y es considerada un modelo para la gestión de edificios de su clase.
En 2000, el legado de Ernő Goldfinger dotó una cantidad de dinero para fomentar conexiones entre Hungría y el Reino Unido patrocinando a jóvenes estudiantes de arquitectura húngaros para que estudien, viajen o trabajen en el Reino Unido. Su intención era honrar los logros de Ernő, su compromiso con la profesión y su apoyo hacia sus compatriotas. Desde 2002 el RIBA concede las Becas de Viaje Goldfinger.

## Edificios
- 2 Willow Road

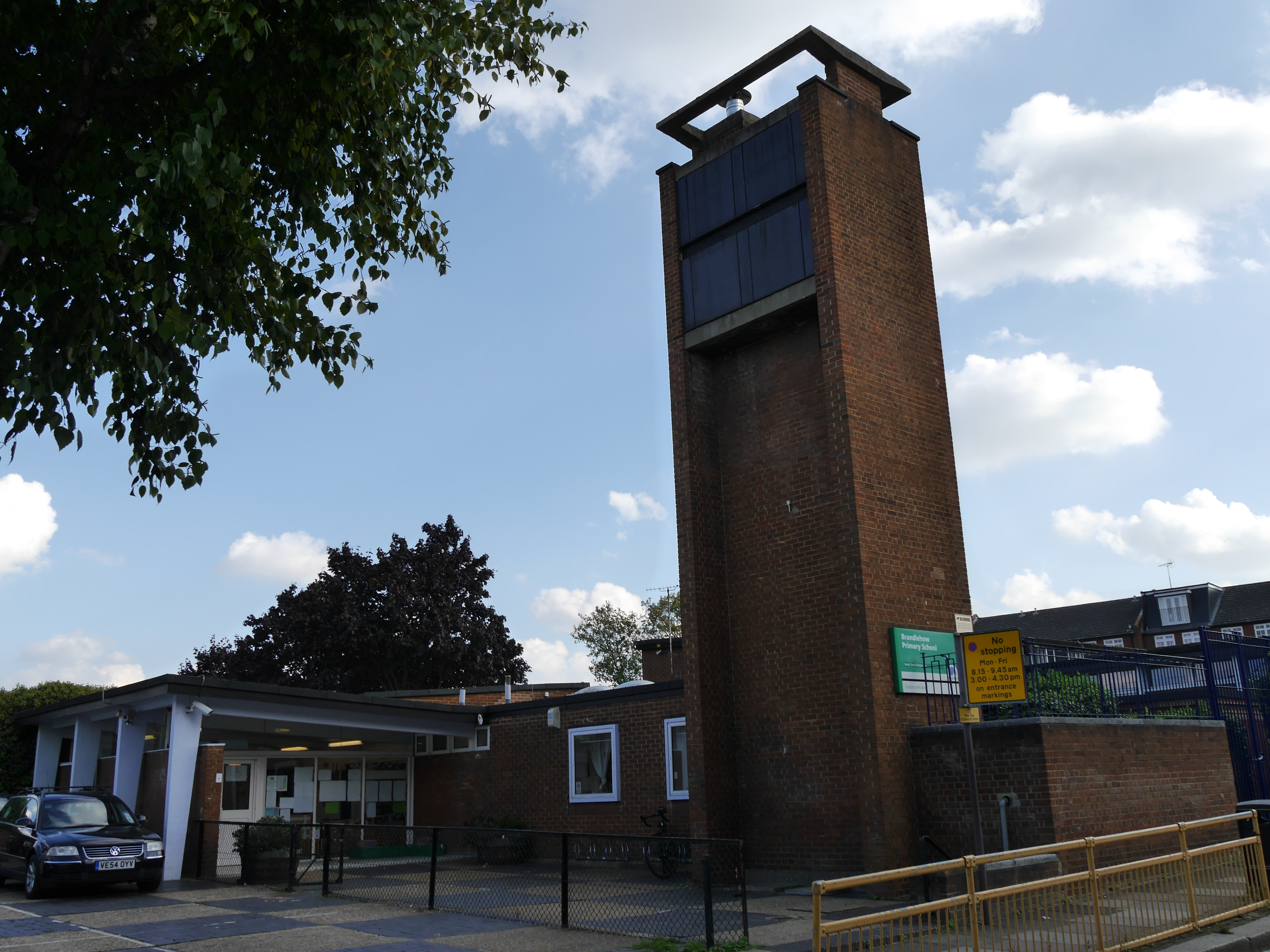
Brandlehow School, Putney, Londres.

- Alexander Fleming House (Metro Central Heights)
- Balfron Tower, Carradale House y Glenkerry House
- Trellick Tower y el cercano Cheltenham Estate / Edenham Way[7]
- Fulton House, en el campus de la Universidad de Swansea
- Greenside School
- Haggerston School[8]
- Brandlehow School[2]
- Tienda de Weiss – 2/2a Golders Green Road (1935)[9]
- Hille House (Watford)
- Goldfinger House, Shirley, Solihull[10]